# FO&O
FO&O, ehemals bekannt als The Fooo bzw. The Fooo Conspiracy, ist eine schwedische Boygroup aus Stockholm, die sich aus Felix Sandman, Oscar Enestad und Omar Rudberg zusammensetzt.

## Name
Zu Beginn ihrer Karriere hieß die Band The Fooo. Der Name setzte sich zusammen aus den ersten Buchstaben der Vornamen der Bandmitglieder (Felix, Oscar, Omar, Olly). Im September 2014 fügten sie das Wort „Conspiracy“ (dt. „Verschwörung“) an. Es entstand durch skandinavische Medien, die die Beziehung der Band zu ihren Fans, genannt „Foooers“, immer öfter als „Verschwörung“ bezeichneten. Ende 2016 verließ Oscar „Olly“ Molander die Band, woraufhin die Umbenennung in FO&O erfolgte.

## Bandgeschichte
Enestad, Molander und Sandman kannten sich seit ihrer frühen Kindheit. Sie besuchten zusammen die Dance Academy Stockholm und spielten dort Theater und Musical. Zusammen tanzten sie auch in der in Stockholm bekannten Tanzschule Base23. Im Jahr 2012 wurden die drei Mitglieder bei einem Wettbewerb des Artist House Stockholm angemeldet. Jeder trat für sich als Einzelakteur auf, aber die drei wurden anschließend als Band gecastet. Das vierte Mitglied, Omar Rudberg, wurde in Venezuela geboren, wuchs aber in der schwedischen Kleinstadt Åsa in der Nähe von Göteborg auf. Er gewann im Alter von 13 Jahren erste Singwettbewerbe und wurde von seiner Cousine Katia Mosally, die beim Artist House arbeitete und den Job der Managerin von The Fooo übernommen hatte, nach Stockholm geschickt und in die Band aufgenommen. 
Anfang 2013 trat die Band mehrfach im schwedischen Fernsehen auf, unter anderem bei der Tillsammans Gala und beim Finale des schwedischen Talentwettbewerb Idol (die schwedische Variante von Pop Idol). The Fooo drehte ein erstes Musikvideo zu ihrem Song Kangaroos und veröffentlichte dies auf YouTube. Dieses Video führte zu einem Engagement als Vorgruppe für Justin Bieber bei dessen Auftritt im Ericsson Globe (Stockholm).
Es folgte die erste, nach der Band benannte EP, die am 16. August 2013 über Artist House Stockholm als Download veröffentlicht wurde, und am 2. April 2014 brachten sie ihr erstes Album Off the Grid auf den Markt. Dieses erreichte Platz 1 der schwedischen Musikcharts. Am 27. August 2014 folgte die zweite EP Conspiration. Anschließend erfolgte die Umbenennung in The Fooo Conspiracy und die Veröffentlichung der dritten EP Coordinates.
Die Band nahm 2017 an Melodifestivalen 2017, dem schwedischen Vorentscheid für den Eurovision Song Contest 2017 teil. Sie erreichten mit dem Song Gotta Thing About You zuerst die Andra Chansen Runde, in der sie ihr Duell gegen De Vet Du gewannen, und kamen somit ins Finale am 11. März 2017 in der Friends Arena in Stockholm.

## Auszeichnungen
- Schwedischer Grammy: Entdeckung des Jahres 2014[4]
- MTV Europe Music Award for Best Swedish Act 2014[5]
- MTV Europe Music Award for Best Swedish Act 2016
- Nickelodeon Kids’ Choice Awards 2014 und 2015: Bester schwedischer Star[6][7]

## Diskografie

### Alben
| Jahr | Titel        | Höchstplatzierung, Gesamtwochen, AuszeichnungChartsChartplatzierungen (Jahr, Titel, Platzierungen, Wochen, Auszeichnungen, Anmerkungen) | Anmerkungen                                        |
| Jahr | Titel        | SE | Anmerkungen                                        |
| ---- | ------------ | --- | -------------------------------------------------- |
| 2013 | Off the Grid | SE1 (27 Wo.)SE | Erstveröffentlichung: 16. August 2013 als The Fooo |
| 2017 | FO&O         | SE35 (1 Wo.)SE | Erstveröffentlichung: 12. Mai 2017                 |

### EPs
| Jahr | Titel        | Höchstplatzierung, Gesamtwochen, AuszeichnungChartsChartplatzierungen (Jahr, Titel, Platzierungen, Wochen, Auszeichnungen, Anmerkungen) | Anmerkungen                                                     |
| Jahr | Titel        | SE | Anmerkungen                                                     |
| ---- | ------------ | --- | --------------------------------------------------------------- |
| 2013 | The Fooo EP  | — | Erstveröffentlichung: 16. August 2013 als The Fooo              |
| 2014 | Conspiration | SE19 (4 Wo.)SE | Erstveröffentlichung: 16. August 2014 als The Fooo              |
| 2014 | Coordinates  | SE33 (3 Wo.)SE | Erstveröffentlichung: 28. November 2014 als The Fooo Conspiracy |

### Singles
| Jahr | Titel Album                | Höchstplatzierung, Gesamtwochen, AuszeichnungChartsChartplatzierungen (Jahr, Titel, Album, Platzierungen, Wochen, Auszeichnungen, Anmerkungen) | Anmerkungen                                        |
| Jahr | Titel Album                | SE | Anmerkungen                                        |
| ---- | -------------------------- | --- | -------------------------------------------------- |
| 2013 | Build a Girl The Fooo EP   | SE41 Platin · (4 Wo.)SE | Erstveröffentlichung: 16. August 2013 als The Fooo |
| 2016 | My Girl FO&O               | SE58 (1 Wo.)SE | Erstveröffentlichung: 29. Januar 2016              |
| 2016 | Summer Love FO&O           | SE54 Gold · (5 Wo.)SE | Erstveröffentlichung: 29. April 2016               |
| 2017 | Gotta Thing About You FO&O | SE7 Platin · (12 Wo.)SE | Erstveröffentlichung: 26. Februar 2017             |

Weitere Singles
- 2014: Doo-Wop
- 2014: Roller Coaster